# Trapped by the London Sharks
Trapped by the London Sharks er en britisk stumfilm fra 1916 af L.C. MacBean.

## Medvirkende
- Humberston Wright som John Manton.
- Blanche Forsythe som Hilda Manton.
- Bertram Burleigh som James Graham.
- Maud Yates som Zena.
- Hugh Nicolson som Slomann.